# 릭소스 알나스르 트리폴리
릭소스 알나스르 트리폴리(영어: Rixos Al Nasr Tripoli)는 리비아 트리폴리에 있는 5성급 호텔이다.
터키에 본사를 둔 릭소스 호텔 그룹이 소유하고 있으며, 트리폴리 중심가의 타라불루스 동물원의 한쪽 모퉁이에 위치하고 있다. 2010년 3월 12일에 문을 열었고 아프리카 북동부에 위치하고 있는 에리트레아의 대통령인 이사이아스 아페웨르키가 첫 번째 게스트로 방문하였다. 호텔은 목재로 지어진 2개의 층으로 나뉘어 있으며 뒤쪽으로 트리폴리에서 가장 큰 정원에 둘러싸여 있으며 외부 표면은 녹색의 식물로 덮여져있다. 호텔은 사업가들을 대상으로 운영하고 있으며 스파와 웰니스센터, 실내 수영장, 레스토랑, 쇼핑센터를 갖추고 있다.
2011년 리비아 내전으로 외국인 기자들을 수용함으로써 널리 알려지게 되었다.

## 2011년 리비아 내전에서의 호텔의 역할
2011년 3월 호텔은 외국 기자단이 기자회견을 하는 장소로 사용되었는데, 이만 알오베이디라는 리비아의 법대 대학원생이 갑자기 호텔의 레스토랑에 나타나 그곳에 있는 외국 기자단에게 카다피 정부군에 의해 자신이 성폭행을 당했다고 주장한 일이 대서특필되었다. 알 오베이디는 자신이 반군의 거점인 동부지역 벵가지에서 왔다는 이유로 23일 검문 중인 정부군에게 붙잡혀 감금 당했고, 이틀 동안 술에 취한 15명의 군인이 자신에게 수갑을 채운 채 성폭행했다고 울부짖었다. 그녀의 공개 성명은 리비아에서의 성적인 문제를 논의하는 것을 금기시하는 것과 카다피 정부를 상대로 이의를 제기하는 도전이었다.
호텔은 리비아 내전, 특히 트리폴리 교전을 하는 동안 국제적으로 유명해졌다. 교전 전에, 호텔은 카다피정권의 공식적인 대변인인 무사 이브라힘이 카다피 정부를 대신해 성명을 연설하는 장소였다. 무아마르 카다피는 호텔에서 본인 스스로가《CNN》,《BBC》,《SKY NEWS》의 취재진과 인터뷰를 했다. 예상치 못한 카다피의 등장에 방심한 취재진은 붙잡혔고, 연속해서 이어지는 통풍구와 많은 양이 깔린 높은 잔디는 호텔에서 지근 거리에 있어 통제가 용이한 카다피의 은거지인 바브 알아지지야의 비밀터널에 관한 의문을 갖게 했다고《SKY NEWS》의 한 기자는 말했다.
실제로 터널 내부의 복도에는 사다리 아니면 나선형 계단이 곳곳에 설치돼 땅위로 올라올 수 있도록 했다. 이 연결통로는 카다피가 예고하지 않은 채 갑자기 나타날 수 있도록 하는 용도로 보인다고 영국 일간지인 텔레그래프 전했다.
리비아 내전이 발발한 이후로, 카다피 정권은 무장 정부군들로 호텔을 에워쌌고 외국 취재진들은 6개월 동안 호텔에 억류되어 있었다. 또한 호텔 복도에는 카다피군이 총을 든채 경비를 서고 있으며 호텔 지붕 등에는 반정부군의 공격에 대비해 저격수가 배치돼 있었다.
기자들은 북대서양조약기구(NATO)군의 공습으로 파괴된 시설들을 보여줄 때를 제외하곤 정부 경호원 없이는 자유가 허락되지 않았다. 그들은 그 상황에서 자신들이 인간방패가 되었다고 묘사했다. 35명의 외신 기자들은 카다피 정권의 붕괴를 목도하는 역사의 현장에 있었지만, 정작 어떤 기사도 송출할 수 없었다. 영국 BBC방송의 미시 라이언 기자는 "호텔 밖에서 무슨 일이 일어나는지 알고 싶었지만, 트리폴리 곳곳에 배치된 카다피의 저격수들이 두려워 취재할 엄두가 나지 않았다"고 말했다.  트리폴리 교전 중에, 반군이 재빠르게 나머지 도시를 점유하는 동안, 호텔과 무아마르 카다피의 은거지는 8월 22일까지 정부의 근거지로 남아있었다.
8월 21일부터 빌딩 주변에서 전투가 발발하자 정부의 경호원에 의해  호텔은 전원이 차단되었고 사람들은 떠났다. 카다피 친위부대의 지배하에 있음에도 불구하고 호텔은 8월 23일부로 더 이상 운영되지 않았고 빌딩 주변에서 전투가 터지자 대부분 도망쳤다. 마지막까지 카다피 친위부대에 의해 지배된 호텔 안에는 어림잡아 35명의 외국 특파원들이 8월 24일까지 갇혀있었다. 호텔에 있었던 BBC 기자의 보고에 따르면, 그곳에는 미국 기자, 영국 기자와 카메라 맨들, 전미 의회 대표자, ITN 구성원, 인도 국회의원 등이 있었다고 한다. 8월 24일, 현지 시각으로 오후 4시 30분 경호원들은 적십자와 협상 끝에 항복했고, 외국 기자단은 자유의 몸이 되었다.